# Salar de Pajonales
El salar de Pajonales es un salar tipo playa ubicado al sur de la Región de Antofagasta y es el tercero de la Región en extensión, después del salar de Atacama y del salar Punta Negra.
Sus características morfométricas y climatológicas más relevantes son:: II-285 
- altura: 3537 m
- superficie de la cuenca: 1984 km²
- superficie del salar: 104 km²
- superficie de las lagunas: 1,4 km²
- precipitaciones: 80 - 150 mm/año
- evaporación potencial: 1350 mm/año
- temperatura media: 5 °C

Su cuenca, endorreica, no tiene drenaje superficial permanente, y las lagunas que son habitat de los flamencos, se alimentan de corrientes subterráneas.: 11 
Por el norte descargan agua en forma intermitente el río San Eulogio y otros anónimos provenientes del cerro La Pena y de la pampa San Eulogio.: 12 